# Лидер (ледокол)
А́томные ледоко́лы прое́кта 10510 «Ли́дер» (ЛК-120Я) — проект российских универсальных двухосадочных атомных ледоколов мощностью 120 МВт с ядерной силовой установкой.
Главные задачи данных судов: обеспечение круглогодичной навигации по Северному морскому пути и проведение экспедиций в Арктику. За счёт увеличенной ширины корпуса предполагается проведение крупнотоннажных судов.
Строительство ледокола оценивается в 127,5 млрд рублей.

## Разработка
Разработкой ледокола занимаются:
- ПАО ЦКБ «А́йсберг» — проектирование ледокола. Проект начат в 2016 году, предполагаемый срок исполнения — 2 года[2].
- «ОКБМ им. И. И. Африкантова» — разработка ядерной энергетической установки в составе двух реакторов «РИТМ-400».
- ФГУП «Крыловский государственный научный центр»
- Филиал ЦНИИ судовой электротехники и технологии — разработка ЕЭС и системы электродвижения. Система электродвижения на основе вентильно-индукторного привода мощностью по 30 МВт на одну валолинию.

В марте 2019 года в Санкт-Петербурге начались модельные испытания ледокола.

## Строительство
Серию из трёх ледоколов планируется построить на мощностях дальневосточного судостроительного комплекса «Звезда» в Приморском крае. Он возводится консорциумом во главе с «Роснефть».
Финансирование будет на 100 % произведено из федерального бюджета России в соответствии с Постановлением Правительства Российской Федерации от 15.01.2020 № 11 «Об осуществлении бюджетных инвестиций в строительство головного атомного ледокола проекта 10510 "Лидер"» (было подписано премьер-министром Д. А. Медведевым за несколько часов до отставки 15 января 2020 года); стоимость строительства оценена в 127,5 млрд рублей.
Дальнейшие ледоколы проекта «Лидер» могут быть построены по концессии.
Срок ввода в эксплуатацию назначен на конец 2027 года. В 2023 году планируется закладка следующих ледоколов, а сдача заказчику ФГУП «Атомфлот» до конца 2033 года.
23 апреля 2020 года «Атомфлот» и верфь «Звезда» подписали контракт на строительство ледокола проекта 10510 «Лидер».
Первая резка металла для первого ледокола началось 6 июля 2020 года — в этот день на ССК «Звезда» в городе Большой Камень состоялась первая резка металла для строительства атомного ледокола проекта 10510 «Лидер». Госкорпорация «Росатом» поддержала инициативу «Атомфлота» о присвоении атомному ледоколу названия «Россия».
Закладка и строительство головного ледокола «Россия» состоялась 24 ноября 2020 года.
20 января 2021 года в компании «ТВЭЛ» заявили о завершении разработки элементной базы ядерного топлива для атомного ледокола «Лидер».
В марте 2023 года стало известно, что стоимость строительства головного ледокола может вырасти на 40-60%. Под угрозой и сроки окончания строительства. Это связано с разрушениями в  результате боевых действий на украинском заводе «Энергомашспецсталь», который должен был поставить крупные корпусные отливки, а также нехваткой рабочих на верфи «Звезда».
20 мая 2024 года первый вице-премьер РФ Денис Мантуров сообщил о переносе сроков сдачи атомного ледокола «Россия» на 2030 год.
24 декабря 2024 года в Средиземном море затонуло грузовое судно  «Урса Майор», перевозившее два 45-тонных люка для атомного реактора проекта 10510, что приведёт к дополнительным задержкам в строительстве.

## Характеристики
Всю энергию судно получит от атомной паропроизводя́щей установки, состоящей из двух реакторных установок «РИТМ-400» тепловой мощностью по 315 МВт каждая. Движителем судна служат четыре четырёхлопастных гребны́х винта фиксированного шага.
Согласно требованиям Министерства промышленности и торговли Российской Федерации:
- толщина льда, преодолеваемого универсальным атомным ледоколом непрерывным ходом с минимально устойчивой скоростью 1,5 — 2 узла, должна составлять 4,31 м (5,0 м наибольшая);
- скорость хода 15 узлов по льду 2 м;
- скорость максимальная 23 узла (по чистой воде)
- водоизмещение 68,6 тысяч тонн;
- длина 209,2 м;
- ширина 47,7 м;
- ширина прокладываемого канала 50 м;
- высота борта на миделе 18,7 м;
- автономность судна по запасам провизии составит 8 месяцев;
- численность экипажа составит 127 человек;
- назначенный срок эксплуатации 40 лет.

## Представители проекта
| № | Название | Проектировщик     | Верфь        | Зав №  | Закладка   | Спуск на воду | Ввод в эксплуатацию | Состояние |
| - | -------- | ----------------- | ------------ | ------ | ---------- | ------------- | ------------------- | --------- |
| 1 | «Россия» | ПАО ЦКБ «А́йсберг» | ССК «Звезда» | 056001 | 24.11.2020 | 2028          | 12.2030             | Строится  |